# بلاس خيمينيز
بلاس خيمينيز هو شاعر دومينيكاني، ولد في 2 أغسطس 1949 في سانتو دومينغو في جمهورية الدومينيكان، وتوفي في 13 نوفمبر 2009.